# گابریل آچیلیر
گابریل آچیلیر (انگلیسی: Gabriel Achilier؛ زاده ۲۴ مارس ۱۹۸۵) یک بازیکن فوتبال اهل اکوادور است.
وی همچنین در تیم ملی فوتبال اکوادور بازی کرده‌است.